# Ботанічний сад Улан-Батора
Ботанічний сад Улан-Батора — ботанічний сад і дендропарк площею 32 га, розташований в Улан-Баторі, столиці Монголії. 
Ботанічний сад та його гербарій мають міжнародний код UBA. 

## Історія
Ботанічний сад був заснований 1974 року на північному сході Улан-Батора з метою збереження місцевої та рідкісної флори Монголії та розповсюдження економічно корисних видів рослин для їх широкого використання в сільському господарстві, лісовому господарстві та садівництві. Він входить до Інституту ботаніки Монгольської академії наук.

## Колекції
Колекція монгольських дикорослих рослин, у тому числі 133 види рослин, які, згідно із законом, заборонені для збору з їх природного місця існування, і 128 видів, які занесені до Червоної книги охоронюваних рослин Монголії з більш високим або низьким статусом захисту. Також тут культивуються приблизно 20 зникаючих рослин.
Інші колекції:
- декоративні рослини,
- дендрарій з колекціями дерев і чагарників,
- колекція трав'яних рослин,
- колекція цибулинних рослин, з різними видами і сортами півоній та півників,
- теплиці з декоративними рослинами.

Ботанічний сад спеціалізується на барвінкових, аралієвих, айстрових, самшитових, жимолостевих, деренових, букових, а також на родах драцена (лілійні), ломиніс (жовтецеві), фаукарія (аїзові), астролоба, Desmodium та Hedysarum.